# UB-7号潜艇
陛下之UB-7号艇是德意志帝国海军于第一次世界大战期间建造的UB-I型近岸作战潜艇或称U艇的七号艇。它由基尔的日耳曼尼亚船厂承建，自1914年11月30日开始铺设龙骨。其全长略大于28米，水面及水下排水量分别为127吨和142吨，艇载武器除两具450毫米的艇艏鱼雷发射管外，还有一挺安装在甲板上的机枪。UB-7号本应是移交奥匈帝国海军的两艘UB-I型潜艇之一，以取代部署至达达尼尔海峡的两艘奥匈潜艇。它在完工后被拆解成若干部分，于1915年3月通过铁路运输至普拉进行重新组装。奥地利人在该艇于4月下水后便取消了协议，德意志帝国海军遂于5月以UB-7号之名将其投入服役。
尽管入役时曾暂时被编入普拉区舰队，但UB-7号在服役生涯的大部分时间里都是作为君士坦丁堡区舰队的一份子在黑海巡逻。1915年9月，该艇击沉一艘容积总吨达6011吨的商船；10月又协助击退了俄国对保加利亚的轰炸。保加利亚海军曾考虑购入UB-7号，但它在交易完成之前便于1916年9月下旬失踪，残骸直至2010年才在瓦尔纳附近海底被发现。据推断，该艇是驶入了保加利亚布设的雷区而触雷沉没。艇内15名官兵全数遇难。

## 设计及建造
在第一次世界大战初期，随着德意志帝国陆军沿北海海岸快速推进，比利时佛兰德沿岸的安特卫普、泽布吕赫和奥斯坦德等港口相继落入德国人手中，这大大方便了德军潜艇遣出英吉利海峡的作战行动。然而，帝国海军当时却缺乏适合在佛兰德周边狭窄的浅海中行动的U艇。为此，1914年8月中旬开始设计的“34号工程”催生出了UB-I型潜艇，这是一种可以通过铁路运输发往作战港口并能够迅速组装的小型近岸潜艇。为满足铁路限界的要求，UB-I型的设计需要艇长在28米左右，排水量约125吨，并装备两具鱼雷发射管。UB-7号是由国家海军办公室作为首批八艘UB-I型潜艇（UB-1至UB-8号）的一部分，于1914年10月15日向基尔日耳曼尼亚船厂订购，此时距离该艇型的设计启动尚不足两个月。
UB-7号自1914年11月30日开始在日耳曼尼亚船厂铺设龙骨。竣工时，UB-7号的全长为28.10米，舷宽3.15米，有3.03米的吃水深度。它搭载有一台功率为45千瓦特（60匹軸馬力）的戴姆勒四缸四冲程柴油发动机用于水面运行，以及一台89千瓦特（119匹軸馬力）的西门子-舒克特电动发电机用于水下航行；两者都与一副单螺旋桨轴相连，可分别提供最高6.47節（11.98每小時）的水面航速和最高5.51節（10.20每小時）的水下航速。在更匀速的状态下，它可以连续在水面航行1,650海里（3,060）而无需加油，或连续在水下航行45海里（83）而无需充电。与同型的所有姊妹艇一样，UB-7号的潜航深度为50米，可以在33秒内完全潜入水中。
在武器装备方面，UB-7号内置有两具450毫米的艇艏鱼雷发射管，可装载2枚C/03型鱼雷，舰桥前部的甲板上则设有一挺可拆卸的8毫米机枪。其标准船员编制为1名军官加13名水兵。
1915年3月初，当UB-7号的建造接近完工时，恩维尔帕夏和其他奥斯曼帝国领袖对他们的德国和奥匈帝国盟友发出恳求，希望对方能派遣潜艇前往达达尼尔海峡，帮助攻击正在重创土耳其阵地的英国和法国舰队。德国人怂恿奥匈帝国海军派出两艘同样由日耳曼尼亚船厂建造的奥籍潜艇U-3和U-4号应战，并承诺将以UB-7和UB-8号作为替代。
在日耳曼尼亚船厂的建造完成后，UB-7和UB-8号都已准备好用于铁路运输。铁运的过程包括将潜艇拆解成一个实质上的散装套件。每艘艇被分成大约15块，其中艇体分解为三部分装在平板车上，舰桥、蓄电池和上层建筑中的相关设备装入另外五节车厢中。3月15日，这两艘艇已被运抵奥匈帝国的海军基地普拉，尽管两艘奥籍艇尚未完成整备。在新成立的“普拉U艇特别指挥部”（U-Boot-Sonderkommandos Pola）主管、海军上尉汉斯·亚当的监督下，德国的工程师和技术人员也陪同德国潜艇前往普拉。通常情况下，UB-I型的组装过程需时两只三周；因此，UB-7号于4月的某个时候在普拉下水。

## 服役历史
在海试过程中，UB-7号出现了漏水情况，需要一些时间来修复。在此期间，它登记使用奥匈帝国海军的船号——U-7号，并指派了一名奥籍艇长。其普拉的德国船员则身着便服或奥地利制服，因为将UB-7号移交予奥匈帝国海军的初衷仍然存在。随着时间的推移，奥籍潜艇U-3和U-4号依旧未能完成整备；最终，奥匈帝国海军司令安东·豪斯上将违背了他的承诺，因为其邻国暨前盟友意大利已对奥公开宣战。
随着奥地利人改变主意，德国决定保留UB-7号，并派它去协助土耳其人。因此，在完成漏水修复后，该艇正式以UB-7号的名义交付德意志帝国海军使用，并由时年26岁的阿波尔达人、海军中尉威廉·维尔纳担任艇长。在入役时，该艇被临时编入普拉区舰队。
由于航程有限，UB-7无法全程独立航行前往土耳其，因此在5月15－16日夜间，它由奥匈帝国驱逐舰特里格拉夫号拖曳穿越奥特朗托海峡，进入爱奥尼亚海。至6月，UB-7号在航行期间没有取得任何战功的情况下抵达士麦那，并与君士坦丁堡区舰队的U-21号和UB-8号会合。一到当地，UB-7号便被发现不具备战斗力，因为其鱼雷供应有限，发动机也很薄弱，这使它几乎不可能通过戒备森严的达达尼尔海峡。为此，当局改变策略，使UB-7号于7月5日至22日成为第一艘被派往黑海巡逻的德国U艇，但是次行动无功而返。
1915年9月，UB-7和UB-8号被派驻保加利亚的瓦尔纳，并从那里展开前往俄国的黑海沿岸巡逻。9月18日，UB-7号在敖德萨对开约10.5海里（19.4）处发射鱼雷击沉了英国轮船巴塔哥尼亚号（Patagonia）。这艘注册吨位为6011吨的货轮也成为了当月UB-7号乃至整个君士坦丁堡区舰队的唯一战功。
由于保加利亚已加入同盟国，俄国黑海舰队的战列舰携同来自水上飞机母舰钻石号和尼古拉一世皇帝号上的飞机，于10月25日开始向瓦尔纳及保加利亚沿岸发动攻击。此时均驻扎在瓦尔纳的UB-7和UB-8号则出动干扰炮击。10月27日，在瓦尔纳附近，UB-7号已就位向俄国战列舰潘捷列伊蒙号（原名波将金号）发射一枚鱼雷。尽管潜艇船员听到了他们认为是鱼雷爆炸的声音，但它实际并未击中潘捷列伊蒙号。即便没有成功，但这次行动确实迫使俄国人中断了进攻并撤退。
1916年初，UB-7和UB-8号仍然在瓦尔纳对开的黑海上巡逻。德国人在黑海运气不佳，但这不是他们的首要考量。保加利亚人看到了潜艇在遏制俄国进攻方面的价值，开始就购买UB-7和UB-8号进行谈判。保加利亚水兵开始在这两艘艇上操练，技术人员则被送到基尔的德国潜艇学校接受培训。UB-8号于1916年4月25日移交保加利亚海军，但由于消息来源未提及的原因，UB-7号仍然悬挂德国旗帜。在此期间，海军中尉汉斯·吕特约翰从维尔纳手中接过UB-7号的指挥权，维尔纳则在返回德国后成为了新入役的U-55号艇长。
1916年7月，奥斯曼帝国海军派出小巡洋舰米迪利号前往新罗西斯克布设雷区。为了抵消俄国人的反应，吕特约翰指挥的UB-7号被部署在塞瓦斯托波尔附近，以攻击任何响应任务而航行的舰艇。不幸的是，俄国水上飞机发现了UB-7号并实施轰炸，迫使其撤离。之后，黑海舰队总司令、海军少将亚历山大·高尔察克派遣战列舰玛利亚皇后号、防护巡洋舰卡胡尔号和五艘驱逐舰共同出击。俄国舰队与米迪利号交火，后者被迫放弃任务并逃脱。UB-7号在此役并未报告任何战损。

## 结局
1916年9月27日，UB-7号从瓦尔纳出发前往塞瓦斯托波尔执行任务，从此杳无音信。有消息称，UB-7号是在黑海某处触雷。1917年6月，一名被德国俘虏的俄国飞行员报告说，去年10月1日，一架俄国飞机在克森尼索灯塔附近的44°30′N 33°15′E / 44.500°N 33.250°E处轰炸并击沉了UB-7号。海军历史作家德怀特·梅西默和罗伯特·格兰特都对这一说法表示怀疑，UB-7号的命运长期以来一直不明朗。2010年9月8日，保加利亚沉船潜水员在距瓦尔纳东南15海里（28）处（43°2′N 28°6′E / 43.033°N 28.100°E）的水下约36米深度发现了一艘未知编号的UB-I型潜艇。该残骸于2012年被确认为UB-7号。由此推断，UB-7号是在1916年驶入了保加利亚的雷区而触雷沉没。跟随该艇遇难的15名船员中，有君士坦丁堡区舰队的高级无线电军官，以及在战争中牺牲的首位保加利亚籍潜艇水兵——1名来自维丁的受训人员。

## 袭击历史摘要
| 日期          | 船名         | 船籍       | 吨位 | 结局 |
| ------------- | ------------ | ---------- | ---- | ---- |
| 1915年9月15日 | 巴塔哥尼亚号 | 英国       | 6011 | 击沉 |
| 1916年4月8日  | 萨尔达甘号   | 俄罗斯帝国 | 75   | 击沉 |
| 1916年4月9日  | 格里奥扎号   | 俄罗斯帝国 | 119  | 击沉 |
| 1916年8月31日 | 未具名渔船   | 俄罗斯帝国 | 78   | 击沉 |

## 脚注
1. ↑  Miller，第46頁.
2. 1 2  Williamson，第12頁.
3. 1 2  Tarrant，第172頁.
4. 1 2 3 4 5 6 7 8 9 10 11 12  Helgason, Guðmundur. . German and Austrian U-boats of World War I - Kaiserliche Marine - Uboat.net.   [2009-02-19].
5. 1 2 3  . 美丽华船舶索引.   [2009-04-02].
6. ↑  Gröner 1991，第22-23頁.
7. 1 2  Gardiner，第180頁.
8. 1 2 3  Helgason, Guðmundur. . German and Austrian U-boats of World War I - Kaiserliche Marine - Uboat.net.   [2015-01-26].
9. 1 2  Helgason, Guðmundur. . German and Austrian U-boats of World War I - Kaiserliche Marine - Uboat.net.   [2015-01-26].
10. 1 2 3 4  Miller，第46–47頁.
11. ↑  Karau，第48頁.
12. 1 2 3  陈进，第45頁.
13. ↑  Miller，第458頁.
14. ↑  Messimer，第7頁.
15. 1 2  Karau，第49頁.
16. 1 2 3  Halpern，第116頁.
17. ↑  Koburger，第82頁.
18. 1 2 3 4 5  Koburger，第82–83頁.
19. ↑  Gardiner，第341頁.
20. ↑   (PDF). Imperial and Royal Navy Association: 3.   [2009-04-04]. （原始内容 (pdf)存档于2021-10-11）.
21. 1 2 3  Sondhaus，第268頁.
22. ↑  Helgason, Guðmundur. . German and Austrian U-boats of World War I - Kaiserliche Marine - Uboat.net.   [2009-03-05].
23. ↑  Polmar & Noot，第56頁.
24. 1 2  Halpern，第118頁.
25. ↑  Tarrant，第23頁.
26. 1 2  Halpern，第233頁.
27. ↑  Tennent，第190頁.
28. ↑  Helgason, Guðmundur. . German and Austrian U-boats of World War I - Kaiserliche Marine - Uboat.net.   [2009-04-02].
29. ↑  Tarrant，第154–155頁.
30. 1 2  Helgason, Guðmundur. . German and Austrian U-boats of World War I - Kaiserliche Marine - Uboat.net.   [2015-01-25].
31. ↑  Tarrant，第148–149頁.
32. 1 2  Halpern，第236頁.
33. ↑  Gibson & Prendergast，第73–74頁.
34. ↑  Gibson & Prendergast，第124–125頁.
35. 1 2 3  Панайотов, Атанас. . Съюз на подводничарите в Република България.   [2009-04-05]. （原始内容存档于2009-02-27）.
36. ↑  Йорданов，第130–145頁.
37. 1 2 3  Halpern，第246頁.
38. 1 2 3 4  Messimer，第131頁.
39. ↑  Gibson & Prendergast，第135頁.
40. ↑  Grant，第37頁.
41. ↑  . youtube.   [2016-03-23]. （原始内容存档于2022-03-09）.
42. ↑  . Arbeitskreises Krieg zur See 1914 – 1918 e. V.   [2016-03-29]. （原始内容存档于2022-02-22）.